# Moussa Molo
Pour les articles homonymes, voir Molo.
Moussa Molo Balde (ou Musa Molo ou Muusa Moolo) est un ancien souverain du Fouladou – une province de Haute-Casamance dans le sud de l'actuel Sénégal.

## Biographie
Né à Sulabali vers 1846, c'est le fils du chef peul Alpha yaya Molo Balde.
Entre 1887 et 1893 il commence par collaborer avec les Français et participe à la capture du marabout du Boundou, Mamadou Lamine Dramé, le décembre 1887. Galliéni le décrit comme « l'un des chefs les plus intelligents de toute cette partie du Soudan ».
Mais en 1903, c'est la rupture avec la France et il s'enfuit en Gambie.
Il est interné à Bathurst, actuelle Banjul puis exilé quelques années en Sierra Leone.
Il est mort à Keserekunda en Gambie en 1931, mais le Fouladou avait définitivement fini d'être une terre peule.

## Postérité
Le tata de Moussa Molo se trouve à Ndorna (département de Médina Yoro Foulah), l'un des villages où il séjournait habituellement. Ce tata figure aujourd'hui sur la liste des Sites et Monuments classés. 